# Richard Austin
Richard Dennis Oliver Austin, FRCM (Birkenhead, 26 dicembre 1903 – Reading, 1º aprile 1989), è stato un direttore d'orchestra e docente inglese. Fu direttore principale della Orchestra Comunale di Bournemouth dal 1934 fino al 1940 e in seguito professore del Royal College of Music.

## Primi anni
Il figlio di Frederic e Amy Austin, Austin fu educato alla Gresham's School, Holt, al Royal College of Music e a Monaco di Baviera. Alla Gresham partecipò a recite scolastiche, interpretando Benedick in Molto rumore per nulla nel 1921 e Hortensio in La bisbetica domata, nel 1922, a fianco di W.H. Auden nel ruolo di Katherina.

## Carriera
Dopo il suo secondo semestre di lavoro a Monaco di Baviera, Austin diventò direttore assistente per il corso d'opera al Royal College. Fu direttore assistente e maestro del coro per una produzione di Mr Pepys all'Everyman Theatre, Hampstead e per altri spettacoli teatrali. Adrian Boult lo invitò ad assisterlo in una stagione lirica a Bristol, di cui Austin assunse il comando quando Boult fu costretto ad andare in Egitto e gli fu poi chiesto di essere direttore della piccola orchestra professionista Glen Pavilion nella città in cui fece la sua prima trasmissione con la BBC. Nel 1929 divenne Direttore per tre anni della Carl Rosa Opera Company, andando in tour in tutta la Gran Bretagna e poi lavorò brevemente con la Metropolitan Opera Company, che sopravvisse poco, nel 1933. Mentre curava l'esecuzione di una produzione con tutte star de The Golden Toy al London Coliseum con Peggy Ashcroft, Wilfred Lawson, Nellie Wallace e Lupino Lane l'anno successivo, vide un'inserzione per direttore musicale della Bournemouth Municipal Orchestra.
Scelto tra un gran numero di candidati per succedere a Sir Dan Godfrey, dal 1934 al 1940, Austin fu direttore musicale del Bournemouth Corporation, cioè fu il direttore principale della Bournemouth Municipal Orchestra, che ora è la Bournemouth Symphony Orchestra. Nel 1935 sposò la violoncellista Leily Howell che aveva incontrato quando lei aveva suonato un concerto con l'orchestra di Bournemouth. Durante i suoi anni sulla costa sud Austin si aspettava di dirigere tre concerti a settimana in inverno e di più in estate che gli imponeva di ampliare notevolmente il suo repertorio. Per il festival annuale Austin continuò la tradizione di Godfrey di invitare eminenti musicisti a partecipare; tra questi c'erano Thomas Beecham, Henry Wood, Hamilton Harty e Igor Stravinsky.
Si dimise dall'Orchestra Municipale quando la Bournemouth Corporation tagliò il gruppo a soli 24 suonatori. Durante la seconda guerra mondiale lavorò come consulente musicale nel Comando del Nord (1941-1945) e all'ENSA. Dopo la guerra, divenne professore del Royal College of Music dal 1946 al 1976 e fu anche direttore d'Opera del college dal 1955 al 1976, quando si ritirò.
Allo stesso tempo Austin prestò servizio come direttore musicale della New Era Concert Society (1947-1957) e fu direttore ospite al Teatro Sadler's Wells, con altre orchestre di Londra e delle province del Regno Unito e all'estero in Paesi Bassi, Belgio, Germania, Spagna, Svezia, Svizzera, Finlandia, Jugoslavia, Cecoslovacchia, Cuba, Messico, Sudafrica, Stati Uniti e anche in Sud America.

## Registrazioni
Austin registrò una selezione di opere di Balfour Gardiner nel maggio 1955 per Argo, con Alexander Young, la Goldsmiths’ Choral Union e la London Symphony Orchestra (Overture to a Comedy, Shepherd Fennel’s Dance, April, Philomela). Nello stesso anno con il violoncellista André Navarra fece registrazioni di Schelomo di Bloch e le Variazioni su un Tema Rococò Op. 30 di Tchaikovsky per Parlophone. Realizzò una registrazione de L'opera del mendicante interpretata da Dennis Noble, Carmen Prietto, Martha Lipton, Roderick Jones, Marjorie Westbury, John Cameron e William McAlpine.